# Jimmi Simpson
James Raymond Simpson (Hackettstown, 21 november 1975) is een Amerikaans acteur.
Simpson werd geboren in Hackettstown in de staat New Jersey. Hij heeft twee oudere broers en volgde zijn eerste acteerles op de Hackettstown High School. Na zijn afstuderen aan Bloomsburg Universiteit in Pennsylvania met een Bachelor of Arts in theater, acteerde hij vier seizoenen op het Williamstown Theatre Festival in Williamstown, Massachusetts. In 2000 maakte Simpson zijn speelfilmdebuut in de tienerkomedie Loser. In 2018 werd Simpson genomineerd voor een BAFTA Award voor beste mannelijke bijrol in de televisieserie Black Mirror en een Emmy Award voor uitstekende gastacteur in een dramaserie in de televisieserie Westworld.
Simpson was tussen 2007 en 2014 getrouwd met actrice Melanie Lynskey. De twee speelde daarvoor samen in de miniserie Rose Red. In april 2019 trouwde hij met actrice Sophia Del Pizzo.

## Filmografie

### Film
| Jaar | Titel                            | Rol                 | Opmerkingen |
| ---- | -------------------------------- | ------------------- | ----------- |
| 2000 | Loser                            | Noah                |             |
| 2001 | Slo-Mo                           | Alex                | Korte film  |
| 2003 | The Academy                      |                     | Korte film  |
| 2003 | Final Draft                      | Chad                |             |
| 2004 | D.E.B.S.                         | Scud                |             |
| 2005 | Herbie: Fully Loaded             | Crash               |             |
| 2006 | Stay Alive                       | Phineus             |             |
| 2007 | Seraphim Falls                   | Big Brother         |             |
| 2007 | Itty Bitty Titty Committee       | Chris               |             |
| 2007 | Zodiac                           | Oudere Mike Mageau  |             |
| 2007 | Girltrash!                       | Valentine           | Korte film  |
| 2008 | A Quiet Little Marriage          | Jackson             |             |
| 2009 | The Mother of Invention          | Martin Wooderson    |             |
| 2009 | The Invention of Lying           | Bob                 |             |
| 2009 | Taking Chances                   | Charlie Cabonara    |             |
| 2010 | Miss This at Your Peril          | Frank Corral        | Korte film  |
| 2010 | Good Intentions                  | Kyle                |             |
| 2010 | Date Night                       | Armstrong Gold      |             |
| 2010 | The Big Bang                     | Niels Geck          |             |
| 2011 | The Death and Return of Superman | Gekke wetenschapper | Korte film  |
| 2012 | Hello I Must Be Going            | Phil                |             |
| 2012 | Abraham Lincoln: Vampire Hunter  | Joshua Speed        |             |
| 2012 | Wake                             | Jimmi               | Korte film  |
| 2012 | Tracer Gun                       | Ben                 | Korte film  |
| 2013 | The Truth About Emanuel          | Arthur              |             |
| 2013 | White House Down                 | Skip Tyler          |             |
| 2013 | Knights of Badassdom             | Ronnie Kwok         |             |
| 2014 | The Last Time You Had Fun        | Jake                |             |
| 2015 | Gravy                            | Stef                |             |
| 2018 | Under the Silver Lake            | Allen               |             |
| 2020 | Unhinged                         | Andy                |             |

### Televisie
| Jaar       | Titel                             | Rol                          | Opmerkingen                                  |
| ---------- | --------------------------------- | ---------------------------- | -------------------------------------------- |
| 2002       | Rose Red                          | Kevin Bollinger              | 3 afleveringen                               |
| 2002       | The Division                      | Sean Townsend                | Aflevering: "Forgive Me, Father"             |
| 2002       | 24                                | Chris                        | 3 afleveringen                               |
| 2003       | NYPD Blue                         | Mike                         | Aflevering: "Bottoms Up"                     |
| 2003       | Cold Case                         | Ryan Bayes                   | Aflevering: "Churchgoing People"             |
| 2005       | Carnivàle                         | Lee                          | 2 afleveringen                               |
| 2005-2013  | It's Always Sunny in Philadelphia | Liam McPoyle                 | 7 afleveringen                               |
| 2006       | My Name Is Earl                   | David Hayes                  | 2 afleveringen                               |
| 2008       | Eleventh Hour                     | Will Sanders                 | Aflevering: "Resurrection"                   |
| 2008       | CSI: Crime Scene Investigation    | Thomas Donover               | 2 afleveringen                               |
| 2008-2009  | Late Show with David Letterman    | Lyle de stagiair             | 15 afleveringen                              |
| 2009       | House                             | Father Daniel Bresson        | Aflevering: "Unfaithful"                     |
| 2009       | Virtuality                        | Virtuele man                 | Pilot                                        |
| 2009-2013  | Psych                             | Mary Lightly                 | 5 afleveringen                               |
| 2010       | Party Down                        | Jackal Onassis / Dennis      | Aflevering: "Jackal Onassis Backstage Party" |
| 2011       | How I Met Your Mother             | Pete Durkenson               | Aflevering: "The Naked Truth"                |
| 2011-2012  | Breakout Kings                    | Lloyd Lowery                 | 23 afleveringen                              |
| 2013       | Unsupervised                      | Matthew / Dean Jacobs (stem) | Aflevering: "The Great Traveler's Road"      |
| 2013-2016  | Person of Interest                | Logan Pierce                 | 2 afleveringen                               |
| 2014       | The Newsroom                      | Jack Spaniel                 | 3 afleveringen                               |
| 2014-2015  | House of Cards                    | Gavin Orsay                  | 17 afleveringen                              |
| 2016       | Hap and Leonard                   | Soldaat                      | 6 afleveringen                               |
| 2016       | This Is Us                        | Andy Fanning                 | Aflevering: "Last Christmas"                 |
| 2016-2020  | Westworld                         | William                      | 12 afleveringen                              |
| 2017       | Psych: The Movie                  | Mary Lightly                 | Televisiefilm                                |
| 2017       | Wormwood                          | CIA Agent                    | 2 afleveringen                               |
| 2017-2025  | Black Mirror                      | James Walton                 | 2 afleveringen                               |
| 2018       | Unsolved                          | Detective Russell Poole      | 10 afleveringen                              |
| 2018       | Dream Corp LLC                    | Patient 21                   | Aflevering: "Deep Impact"                    |
| 2019       | Into the Dark                     | Peter Rake                   | Aflevering: "Treehouse"                      |
| 2019       | Perpetual Grace, LTD              | James                        | 10 afleveringen                              |
| 2020       | The Twilight Zone                 | Phil Hayes                   | Aflevering: "Meet in the Middle"             |
| 2020       | Psych 2: Lassie Come Home         | Mary Lightly                 | Televisiefilm                                |
| 2021       | Solar Opposites                   | Ethan (stem)                 | Aflevering: "The Apple Pencil Pro"           |
| 2021       | Ultra City Smiths                 | Detective David Mills (stem) | Hoofdrol                                     |
| 2021–2024  | Star Trek: Prodigy                | Drednok (stem)               | Hoofdrol                                     |
| 2022–heden | Pachinko                          | Tom                          | 12 afleveringen                              |
| 2022       | The Man Who Fell to Earth         | Spencer Clay                 | Hoofdrol                                     |
| 2022       | Somebody Feed Phil                | Zichzelf                     | Aflevering: "Oaxaca"                         |
| 2023–2024  | Star Wars: The Bad Batch          | Doctor Royce Hemlock (stem)  | 11 afleveringen                              |
| 2024       | Dark Matter                       | Ryan Holder                  | Hoofdrol                                     |

### Computerspel
| Jaar | Titel                   | Rol                           | Opmerkingen |
| ---- | ----------------------- | ----------------------------- | ----------- |
| 2008 | Wanted: Weapons of Fate | Wesley "The Killer II" Gibson | Stem        |